# Anemone piperi
Anemone piperi är en ranunkelväxtart som beskrevs av Per Axel Rydberg. Anemone piperi ingår i släktet sippor, och familjen ranunkelväxter. Inga underarter finns listade i Catalogue of Life.